# Kristina Andersson (naturläkare)
Kristina eller Christina Gunnarsdotter, senare Andersson, född 1837, död 1912, var en svensk naturläkare, en så kallad klok gumma. Hon var rikskänd som "Prekebogumman" och anlitades av patienter från hela Västsverige. Hon har blivit en del av sin trakts legendflora och föremål för olika historier och berättelser. 
Kristina Andersson höll sin mottagning i en egen sjukstuga på gården Prekebo vid Öxabäck. Prekebogumman ska ha varit kapabel att bota patienter läkaren misslyckades med. Hon var känd långt utanför sin hemtrakt, och patienter kom till henne från hela västra Sverige. Hon ägnade sig också åt forskning. Efter hennes död fann man ett laboratorium med odling av mögel i provrör.   
Prekebogummans hemområde har senare blivit ett utflyktsmål för turister. 